# Agroecossistema
Agroecossistema é um ecossistema com presença de pelo menos uma população agrícola. Portanto, pode ser entendido como uma unidade de trabalho no caso de sistemas agrícolas, diferindo fundamentalmente dos ecossistemas naturais por ser regulado pela intervenção humana na busca de um determinado propósito.

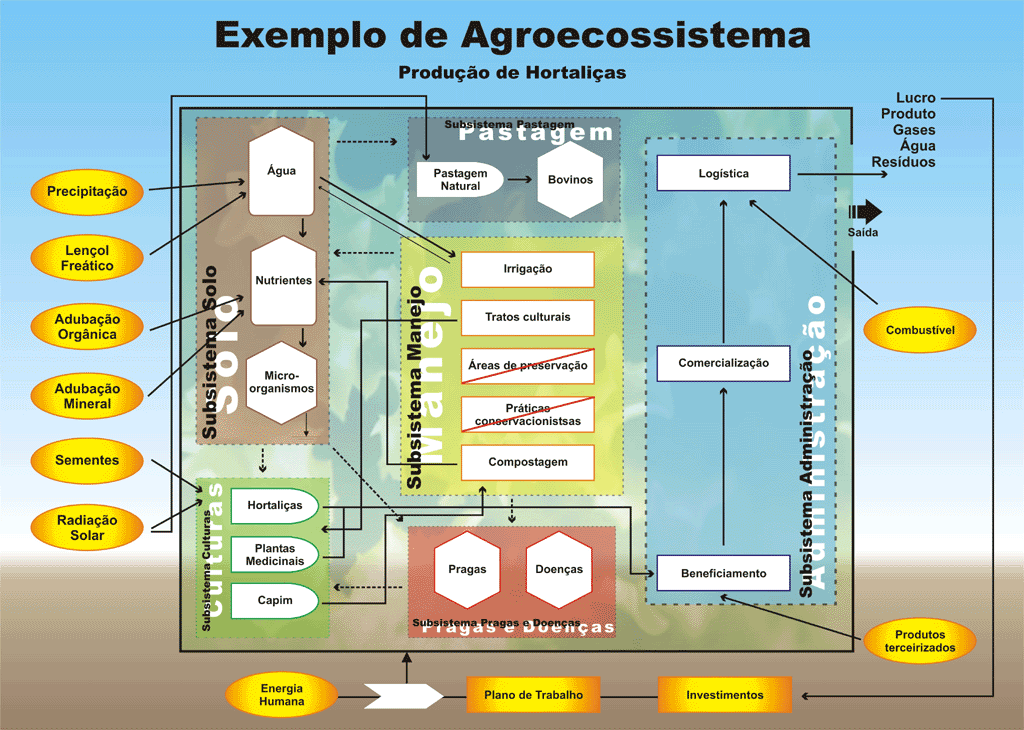
Exemplo de um agroecossistema

Os agroecossistemas possuem quatro propriedades (produtividade, estabilidade, sustentabilidade e equidade) que avaliam se os objetivos do sistema – aumentar o bem-estar econômico e os valores sociais dos produtores – estão sendo atingidos.
A produtividade significa a produção de determinado produto por unidade de recurso que entra numa área. Estabilidade é a manutenção da produtividade tendo em vista que eventos não-controláveis podem ocorrer. A propriedade sustentabilidade é a capacidade de um agroecossistema manter sua produtividade quando exposta a um grande distúrbio, enquanto equidade é definida como a distribuição da produtividade do agroecossistema.
A autonomia é adicionada como uma quinta propriedade, esta considerada como a capacidade do agroecossistema manter-se ao longo dos anos independente de oscilações externas.